# Liste der Monuments historiques in Marigny-en-Orxois
Die Liste der Monuments historiques in Marigny-en-Orxois führt die Monuments historiques in der französischen Gemeinde Marigny-en-Orxois auf.

## Liste der Bauwerke
| Bezeichnung | Beschreibung              | Standort | Kennzeichnung | Schutzstatus | Datum | Bild           |
| ----------- | ------------------------- | -------- | ------------- | ------------ | ----- | -------------- |
| Schloss     | Erbaut im 18. Jahrhundert | (Lage)   | PA02000042    | Inscrit      | 2003  | weitere Bilder |
| Markthalle  | Erbaut im 17. Jahrhundert | (Lage)   | PA00115803    | Classé       | 1921  | weitere Bilder |

## Liste der Objekte
- Monuments historiques (Objekte) in Marigny-en-Orxois in der Base Palissy des französischen Kultusministeriums